# Grimmia handelii
Grimmia handelii är en bladmossart som beskrevs av Brotherus 1924. Grimmia handelii ingår i släktet grimmior, och familjen Grimmiaceae. Inga underarter finns listade i Catalogue of Life.